# Stuart Cornfeld
Stuart Alan Cornfeld (* 13. November 1952 in Tarzana, Kalifornien; † 26. Juni 2020) war ein US-amerikanischer Filmproduzent.

## Leben und Karriere
Cornfeld wurde 1952 in Tarzana im US-Bundesstaat Kalifornien geboren und besuchte in den frühen 1970er Jahren die University of California in Berkeley. Zusammen mit Ben Stiller war er einer der Gründer der Produktionsfirma Red Hour Productions. Cornfeld produzierte mehrere Filme mit Stiller in der Hauptrolle, darunter  Zoolander (2001), Der Appartement Schreck (2003), Starsky & Hutch, Voll auf die Nüsse (beide 2004), Tropic Thunder (2008) und Das erstaunliche Leben des Walter Mitty (2013).
Die von Tom Cruise im Film Tropic Thunder gespielte Persönlichkeit Les Grossmann basiert auf Cornfeld.
Cornfeld war mit der Schauspielerin Johanna Went verheiratet. Er starb infolge einer Krebserkrankung im Alter von 67 Jahren.

## Filmografie (Auswahl)
Als Produzent
- 1986: Die Fliege (The Fly)
- 1988: Moving – Rückwärts ins Chaos (Moving)
- 1991: Kafka
- 2001: Zoolander
- 2003: Der Appartement Schreck (Duplex)
- 2004: Starsky & Hutch
- 2004: Voll auf die Nüsse (Dodgeball: A True Underdog Story)
- 2006: Kings of Rock – Tenacious D (Tenacious D in The Pick of Destiny)
- 2007: Die Eisprinzen (Blades of Glory)
- 2008: Ruinen (The Ruins)
- 2008: Tropic Thunder
- 2011: 30 Minuten oder weniger (30 Minutes or Less)
- 2011: Ein Jahr vogelfrei! (The Big Year)
- 2012: Vamps – Dating mit Biss (Vamps)
- 2013: Das erstaunliche Leben des Walter Mitty (The Secret Life of Walter Mitty)
- 2016: Zoolander 2

Als Executive Producer
- 1980: Der Elefantenmensch (The Elephant Man)
- 2009: The Boys: The Sherman Brothers’ Story (Dokumentation)
- 2009: The Station (Fernsehfilm)
- 2010: Megamind
- 2010: Submarine